# Sedano
Sedano, es una localidad española del municipio de Valle de Sedano, perteneciente a la provincia de Burgos, en la comunidad autónoma de Castilla y León. Ubicada en la comarca de Páramos, es cabecera de ayuntamiento.

## Geografía
Se encuentra situado 47 km al norte de la capital provincial, Burgos, con acceso desde la carretera N-623 por la BU-514 que parte del páramo de Masa y concluye en Covanera tras atravesar el valle del río Moradillo donde se sitúa esta villa, al sur del Espacio Natural conocido como de Hoces del Alto Ebro y Rudrón.
El pueblo está situado sobre una larga faja en un valle abrigado, donde tanto los misteriosos cataclismos como la paciente labor erosionadora de las aguas han hendido el roquedo del páramo; el río Moradillo ha creado un valle donde el agua salta por numerosas fuentes garabateando cascadas.

## Historia
Villa que formaba parte del Valle de Sedano en el Partido de Burgos, uno de los catorce que formaban la Intendencia de Burgos, durante el periodo comprendido entre 1785 y 1833, apareciendo en el Censo de Floridablanca de 1787 como jurisdicción de señorío siendo su titular el marqués de Aguilar de Campoo, alcalde mayor de señorío.
Lugar que formaba parte, del partido de Burgos, uno de los catorce que formaban la intendencia de Burgos, en su categoría de pueblos solos, durante el periodo comprendido entre 1785 y 1833, según el Censo de Floridablanca.
Antiguo municipio de Castilla la Vieja, cabecera del Partido de Sedano, código INE-09364 que en el censo de la matrícula catastral contaba con 40 hogares y 160 vecinos. Entre el censo de 1857 y el anterior, crece el término del municipio porque incorpora a Mozuelos de Sedano (095080). Entre el censo de 1981 y el anterior, este municipio desaparece porque se agrupa en el municipio 09905 Valle de Sedano. Contaba el municipio con una extensión de 4031 hectáreas y entre las dos localidades sumaban 105 hogares y 324 vecinos.

### Guerra de la Independencia
En este sector, en 1812 el guerrillero burgalés Longa, del Valle de Losa, sorprendió al general francés Fromant causándole seiscientas bajas.
El guerrillero apodado Longa, nació el 10 de abril de 1783 en el caserío Longa de Mallavia (Vizcaya), de donde viene su apodo. Desde muy joven vivió en Puebla de Arganzón (Burgos) donde fue como aprendiz de herrero, llegando a casarse con la hija de su patrón adquiriendo así una buena herrería. Al sobrevenir la invasión napoleónica (1809) se puso al frente de una partida de 100 hombres de gran combatividad con la que se dedicó a la guerrilla en tierras de Burgos, País Vasco y aledaños, uniendo sus fuerzas a menudo a la partida de Abecia. Tenía por entonces 26 años. Estos dos contingentes formaban una temible fuerza sorpresiva que se emboscaba ya en puertos como el de Descarga, y ya en Pancorbo, en Orduña o en Valdeajos se dejaba caer por sorpresa sobre los convoyes napoleónicos exterminando a sus componentes y llevándose el correo o los avituallamientos. 
En 1812, al frente de la División Iberia y siendo ya Coronel, se apodera de Castro Urdiales tras derrotar a los imperiales en Cubo y Miranda. Algo más tarde los sorprende en el valle del Sedano derrotándolos tras la muerte de Fromant y Bremont, general y coronel respectivamente. Al llegar el momento decisivo de la batalla de Vitoria se pone a las órdenes de Sir Graham; al frente de la División Iberia toma Gamarra Menor -acción decisiva- y persigue a los franceses. Participa en la toma de Pasajes, en la batalla de San Marcial y penetra en Laburdi con Wellington. En 1813 vuelve a la península donde es nombrado general, más tarde mariscal de campo y en 1825 teniente general. Murió en 1831 a los 48 años de edad.

## Demografía
| Gráfica de evolución demográfica de Sedano entre 1842 y 1970 |
| |
| Población de derecho según los censos de población del INE Población de hecho según los censos de población del INEEntre el censo de 1857 y el anterior, crece el término del municipio porque incorpora a Mozuelos. Entre el censo de 1981 y el anterior, este municipio desaparece porque se agrupa en el municipio Valle de Sedano. |

| Gráfica de evolución demográfica de Sedano (localidad) entre 2000 y 2011                         |
|                                                                                                  |
| Población de derecho (2000-2010) según los censos de población del INE a 1 de enero de cada año. |

## Los barrios
Se compone de varios barrios: Lagos, Trascastro, Valdemoro, Barruelo, Eras y La Plaza.
La plaza ocupa el centro del desperdigado caserío de Sedano. En ella está el Ayuntamiento, neoclásico, con soportales de cinco arcos de medio punto.

## Zona Turística:Páramos / Sedano y Las Loras
- "Sedano y las Loras"

Municipios: Basconcillos del Tozo, Humada, Los Altos, Rebolledo de la Torre, Sargentes de la Lora, Tubilla del Agua, Úrbel del Castillo, Valle de Sedano y Valle de Valdelucio. 
- Cuencas Hidrográficas

Entre la comarca de Las Loras y de la Paramera de la Lora esta la divisoria de dos cuencas hidrográficas distintas, la del Duero (ríos Urbel y Odra) en el sector de Las Loras y la del Ebro (río Rudrón) en el de la Paramera.

## Lugares de interés

### El castro
Es un espolón rocoso que avanza del saliente, donde durante la repoblación del siglo XI, se alzó la fortaleza y población primitiva. Superada la amenaza islámica el caserío del poblado bajó al valle.

### La necrópolis
Más allá del estrecho pasadizo de San Juan y en una gruta cercana al manantial de Tobares, siguiendo la senda que nace tras la cabecera de la iglesia parroquial de Santa María, aparece una pequeña necrópolis medieval, compuesta por unas tumbas antropomorfas que ocupan una sola roca.

### Casonas hidalgas
Casonas de piedra dorada cuajadas de escudos nobiliarios, correspondientes a linajes descendientes de los foramontanos que poblaron el primitivo alfoz de Siero procedentes de Polientes y de Escalada y que posteriormente se transforma en el Valle de Sedano. Destacan las casas de los Guevara, Huidobro, Arratia y Bustillo, esta última dentro de una hermosa heredad. La villa está considerada como conjunto histórico, declarado el 24 de junio de 1993, BOCyL de 30/06/1993 y BOE de 05/08/1993.

### Torre de los Gallos
Castillo considerado Monumento Nacional, declarado el 22 de abril de 1949, BOE de 05/05/1949.

## Miguel Delibes
Lugar de refugio, de creación y también de descanso y veraneo del escritor Miguel Delibes. La casa se encuentra al lado de la carretera en el barrio de Valdemoro. En este municipio se encuentra el centro de interpretación Miguel Delibes.

## Parroquia
En el centro se alza sobre una roca la iglesia parroquial de Santa María. Templo fuerte y bien calzado que abre al mediodía su portada renacentista, de orden corintio, vacías de tallas tanto el tímpano como las hornacinas. Interior con dos capillas laterales con bóveda con forma de concha jacobea, iluminada por sendos óculos. El retablo mayor es de estilo barroco compuesto por predela, un solo cuerpo de tres calles, definidas las laterales por columnas salomónicas y la central por columnas con el tercio inferior decorado por floresta y arriba un enorme ático de cuarto de naranja rematado por una gran tarja con una leyenda que señala la data. Se venera una sencilla imagen de la Virgen que llaman cariñosamente la Morenita. El coro situado a los pies se apoya en un arco rebajado que cierra una bóveda de crucería estrellada en cuya clave, solo legible con la ayuda de un espejo, se sitúa su construcción en 1.664. La iglesia parroquial depende del Arcipestrazgo de Ubierna-Úrbel, en la diócesis de Burgos.
- Fiesta de la Virgen Morenita

Esta fiesta popular se celebra en Sedano en honor a la Virgen Morenita, llamada así por el color moreno de la imagen que destaca sobre sus blancos ropajes. Se celebra en domingo (sobre Pentecostés) a partir de las 5 de la tarde, donde se subastan las andas donde será portada la Virgen y otros elementos religiosos, como estandartes, ciriales y pendones que intervienen en la procesión desde la ermita que se halla abajo, al lado de la plaza, hacia la iglesia parroquial, que se encuentra en lo alto del castro del pueblo. Durante la procesión se reza y se baila a la Morenita, esta procesión se realiza no por el camino, hoy día carretera, que parte de la plaza hacia el castro sino por el camino que parte al comienzo del barrio de Eras, un camino peatonal mucho más rústico que llega a lo alto del castro, donde después de recorrer todo el castro en procesión entra esta en la parroquia donde termina la misma y se da fin a esta con los actos litúrgicos pertinentes finalizando dichos actos con el canto a la Virgen Morenita.  Posteriormente, se vuelve a la plaza del pueblo, donde hay otra subasta de roscos y otros productos ofrendados previamente a la Virgen Morenita, tarea en la que participan los jóvenes del lugar. Todo lo recaudado en ambas subastas servirá para las futuras restauraciones y mantenimiento tanto de la parroquia como de la ermita de la plaza.
Fiestas del pueblo de Sedano
Hasta los años ochenta las fiestas del pueblo se celebraban en el mes de septiembre al final de la cosecha de cereales, pero a partir de los ochenta y ante la despoblación de la zona y al haberse convertido en pueblo de veraneo, se cambiaron al primer fin de semana de agosto, fechas en las que el Valle de Sedano esta lleno tanto de veraneantes como de visitantes que participan y alegran dichas fiestas.